# Pháo đài VII Toruń
Pháo đài VII Toruń (hay Pháo đài VII Tadeusz Kościuszko) là một loại pháo đài pháo binh, là pháo đài thứ 7 trong số 15 pháo đài của hệ thống pháo đài Toruń. Nó được xây dựng ở vòng ngoài của hệ thống, nay nằm ở đường vành đai Polna, quận Bielany, cách khoảng 4,5 km về Quảng trường phố cổ. Pháo đài được xây dựng dưới cái tên Fort IV Friedrich der Grosse.

## Lịch sử
Pháo đài VII Toruń được xây dựng vào năm 1879-1883 theo sơ đồ tổng thể hình ngũ giác, đây là pháo đài pháo binh cuối cùng của hệ thống pháo đài Toruń. Vào những năm 1890, tương tự như các pháo đài khác của hệ thống, pháo đài VII cũng trải qua một quá trình hiện đại hóa đáng kể liên quan đến việc trang bị một loại súng mới. Từ năm 1894, các công trình đã được thực hiện để củng cố pháo đài và nó được trang bị các thiết bị kỹ thuật: lớp phủ bề mặt của các công trình ngầm được củng cố bằng cách đặt một tấm bê tông dày 1 mét lên trên sau đó đặt thêm một lớp đất. Khu nhà ở cũng được trang bị cửa chớp bọc thép. Những biện pháp này đã giúp cho pháo đài có thể chống được đạn pháo 150 mm. Cây cối được trồng nhiều hơn, tăng khả năng ngụy trang của pháo đài tốt hơn, một hàng rào bằng thép gai cũng được dựng bao quanh pháo đài, điện cũng đã được lắp đặt. Pháo đài VII được trang bị hỏa lực từ 9 khẩu pháo có thể bắn tới vùng lân cận Olek. Lữ đoàn của pháo đài gồm 1 tiểu đoàn pháo binh và 1 tiểu đoàn bộ binh (bao gồm cả ba trạm quan sát).
Sau năm 1920, sau khi quân đội Phổ rời Toruń, pháo đài đã bị hư hổng nặng nề. Sau đó, Quản lý Pháo đài đã thành lập doanh trại và nhà kho trong đó, nhưng không tiến hành cải tạo chung - nó chỉ giới hạn trong việc sửa chữa lắp đặt điện và sơn lại cổng, cầu và hàng rào xung quanh pháo đài. Sau khi cơ sở được chính quyền Ba Lan tiếp quản vào năm 1920, pháo đài được đặt theo tên Pháo đài VIITadeusz Kościuszko, tại đây cũng đã thành lập một bệnh viện hoa liễuvà về sau đó nó được điều chỉnh thành doanh trại quân đội và nhà kho.

## Khu tưởng niệm
Trong giai đoạn từ tháng 10 năm 1939 đến tháng 1 năm 1940, nó trở thành nơi tử đạo của hơn 1500 công dân Ba Lan của Toruń và các vùng lân cận (chủ yếu là giới trí thức), bị giam giữ ở đây bởi Gestapo của Đức và vận chuyển đến rừng Barbarka để thực hiện hoặc đến trại Stutthof. Năm 1976, ở phía bên trái của pháo đài, đã xây dựng một phòng tưởng niệm, tuy nhiên ngày nay không còn tồn tại.

## Thư viện ảnh

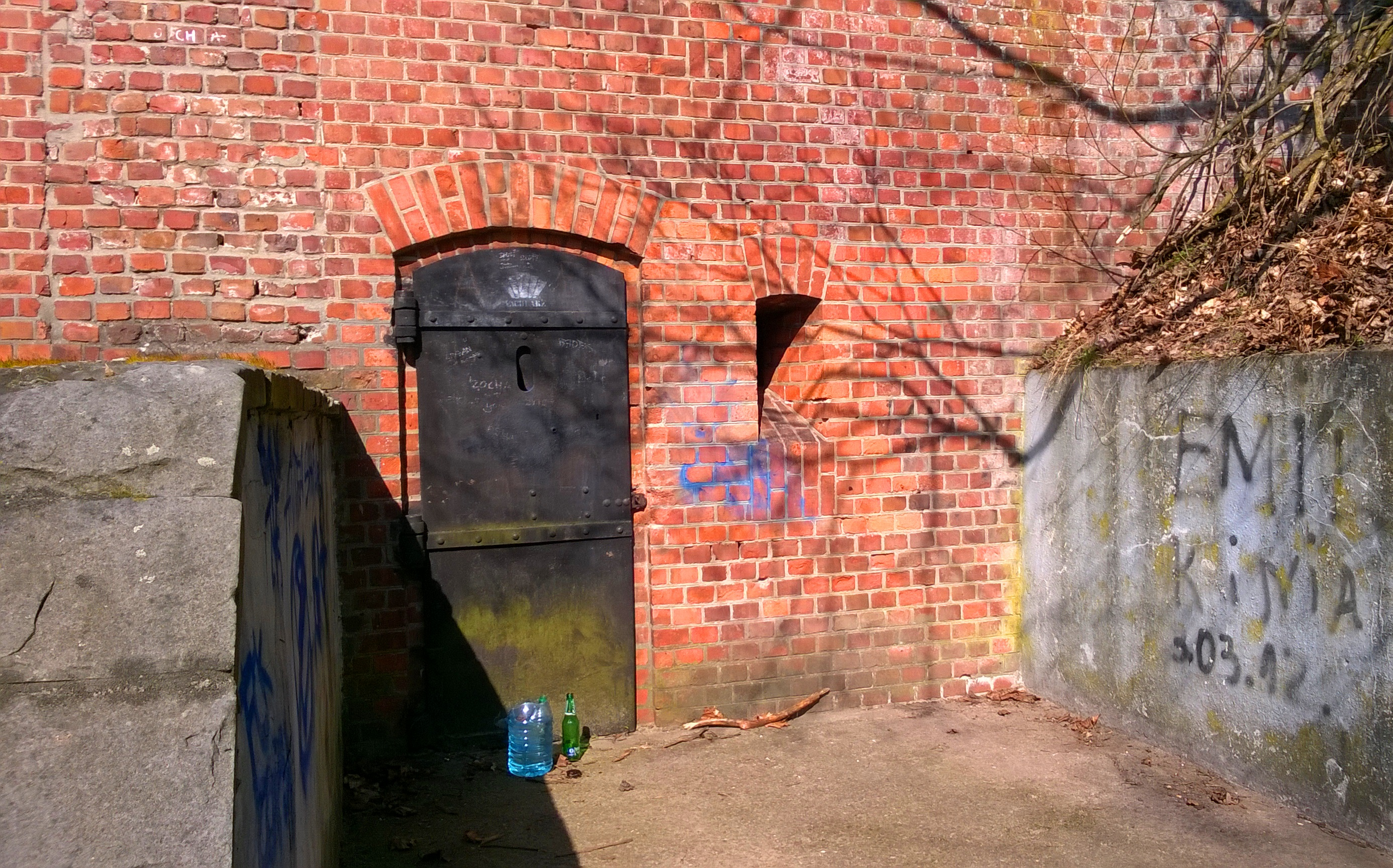
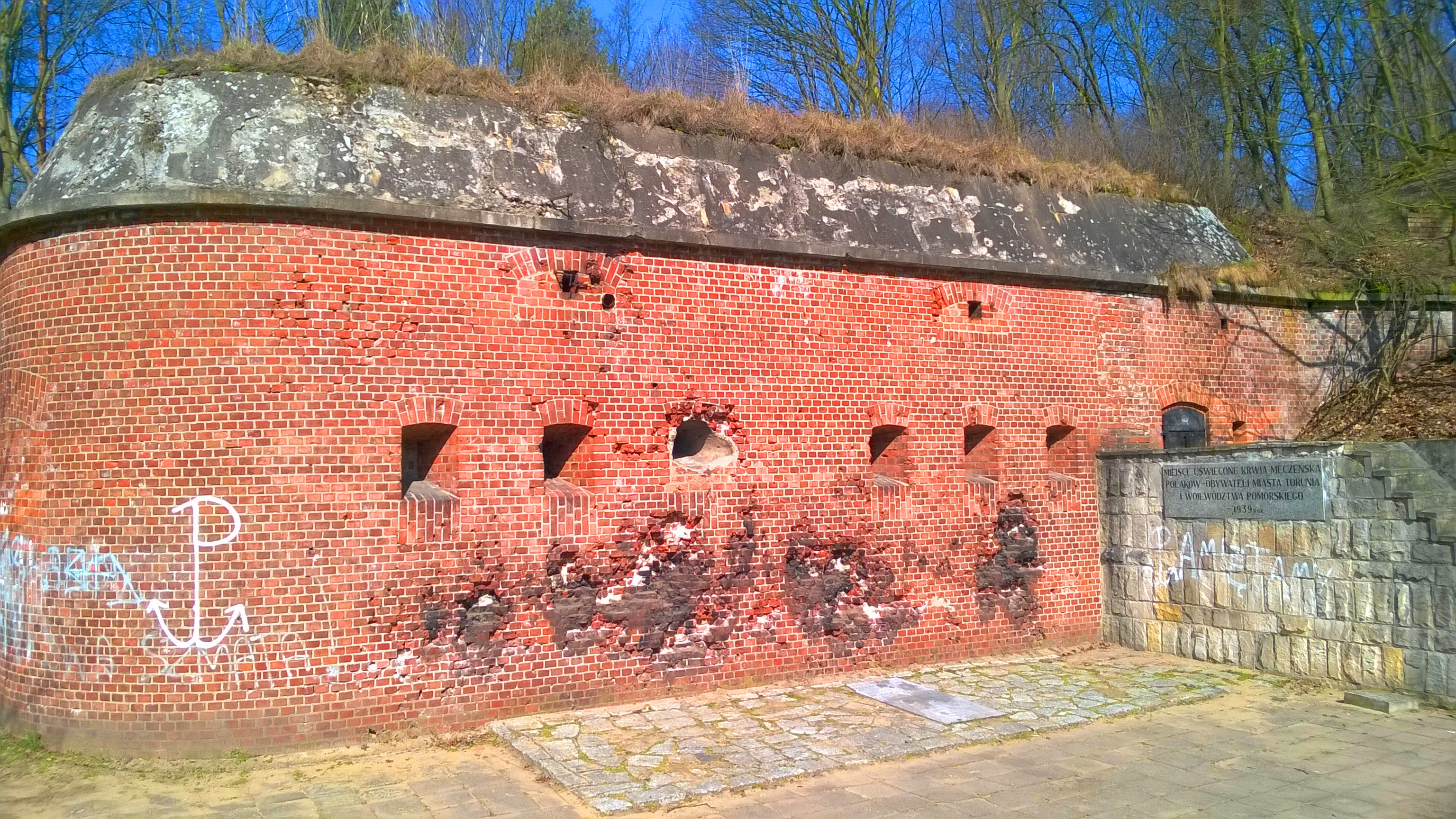
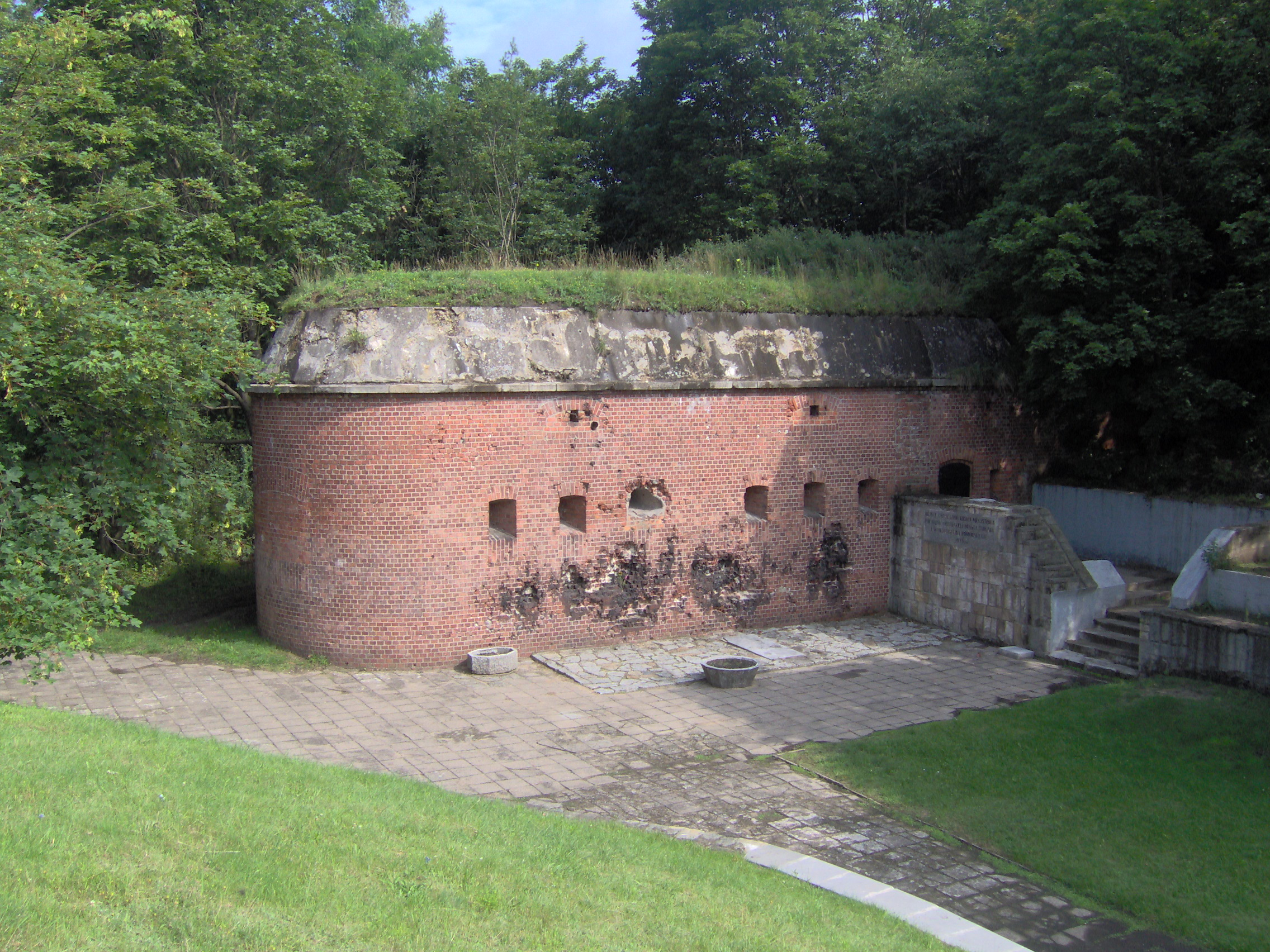
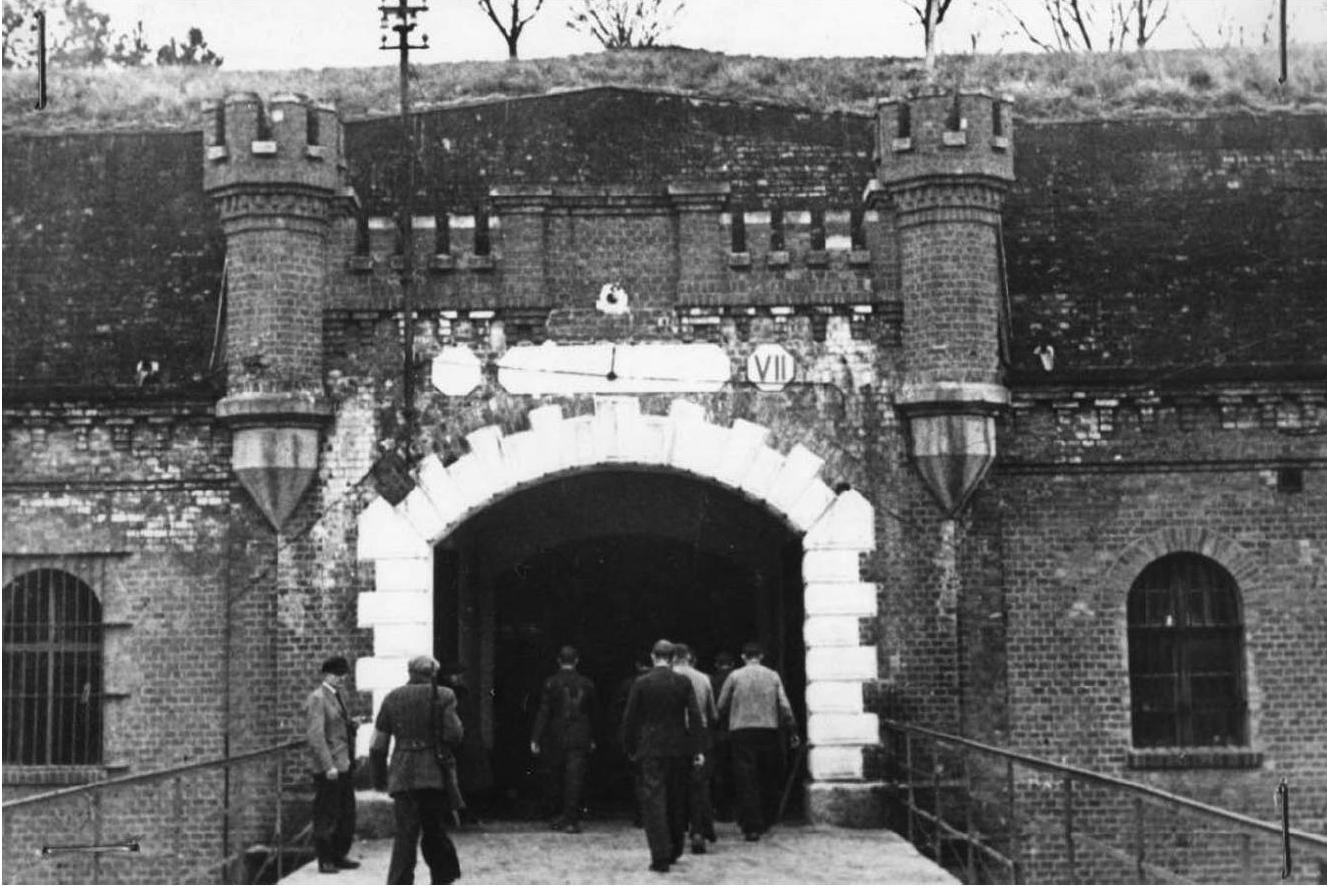
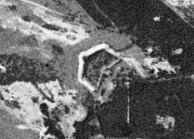